# (6615) Plutarque
(6615) Plutarque, désignation internationale (6615) Plutarchos, est un astéroïde de la ceinture principale.

## Description
(6615) Plutarque est un astéroïde de la ceinture principale. Il fut découvert par Cornelis Johannes van Houten, Ingrid van Houten-Groeneveld et Tom Gehrels le 17 octobre 1960 à l'observatoire Palomar. Il présente une orbite caractérisée par un demi-grand axe de 2,1699 UA, une excentricité de 0,1264 et une inclinaison de 1,7970° par rapport à l'écliptique.
Il fut nommé en hommage à Plutarque, philosophe, biographe, moraliste, et penseur majeur de la Rome antique.

## Compléments